# Sociedad para las Misiones Extranjeras de la Provincia de Quebec
La Sociedad para las Misiones Extranjeras de la Provincia de Quebec (en latín: Societas pro missionibus exteris provinciae Quebecensis) es una sociedad de vida apostólica clerical de derecho pontificio, fundada en 1921, en Laval (Canadá), por el obispo canadiense Louis Nazaire Bégin. A los miembros de esta sociedad se les conoce como misioneros o padres de Quebec y posponen a sus nombres las siglas P.M.E.

## Historia

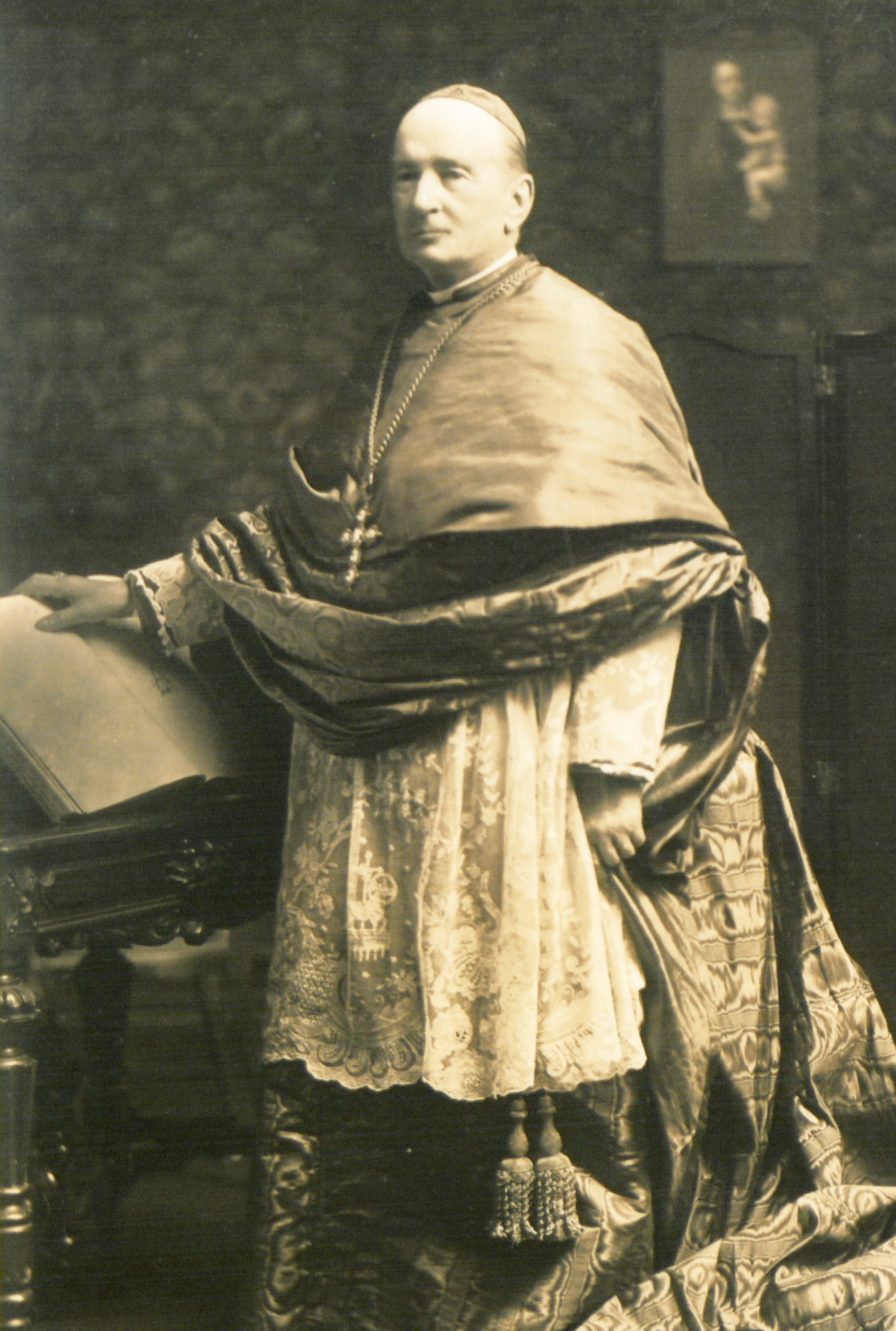
Louis Nazaire Bégin (1840-1925), fundador de la sociedad.

La sociedad tiene su origen en los deseos de Francisco de Laval, uno de los colaboradores en la fundación de la Sociedad de las Misiones Extranjeras de París y primer obispo de Canadá, de fundar un seminario para las misiones extranjeras en Quebec, con la intención de establecer una sociedad misionera canadiense de lengua francesa. Este proyecto, sin embargo, no se consumaría hasta el 2 de febrero de 1921, cuando Louis Nazaire Bégin, arzobispo de Quebec, dio inicio a la Sociedad para las Misiones Extranjeras de la Provincia de Quebec. El primer superior de la sociedad fue Joseph-Ávila Roch y la primera misión confiada a los padres de Quebec fue en Manchuria.
La sociedad recibió la aprobación como congregación de derecho diocesano el 6 de enero de 1925, de parte de Georges Gauthier, arzobispo de Quebec. Fue elevada a congregación pontificia por el papa Pío XI, mediante decretum laudis del 11 de septiembre de 1925.

## Organización
La Sociedad para las Misiones Extranjeras de la Provincia de Quebec es una sociedad de vida apostólica clerical, internacional, de derecho pontificio y centralizada, cuyo gobierno recae en un superior general. La sede general se encuentra en Laval (Canadá).
Los misioneros de Quebec se dedican a la misión ad gentes. En 2017, la sociedad contaba con 118 miembros, de los cuales 111 eran sacerdotes, y 10 misiones, presentes en Brasil, Camboya, Canadá, Chile, China, Filipinas, Honduras, Japón, Kenia y Perú.